# Hovea acanthoclada
Espèce
Classification phylogénétique
Statut de conservation UICN

 LC  : Préoccupation mineure
Hovea acanthoclada est une espèce de plantes à fleurs de la famille des Fabaceae. C'est un buisson épineux originaire du sud-est de l'Australie-Occidentale.
La plante vivace mesure entre 60 cm et 2 m de haut et a des fleurs bleues ou violettes qui apparaissent de juillet à octobre.